# Tremella globispora
Tremella globispora är en svampart som beskrevs av D.A. Reid 1970. Tremella globispora ingår i släktet Tremella och familjen Tremellaceae.   Inga underarter finns listade i Catalogue of Life.